# Pola Stout
Josefine Pola Weinbach, conocida como Pola Hoffmann y Pola Stout, (Stryj, 8 de enero de 1902 - Stamford, 12 de octubre de 1984) fue una diseñadora estadounidense conocida por crear tejidos de lana fina. Estudió con Josef Hoffmann en la Universidad de Artes Aplicadas de Viena y fue diseñadora para la Wiener Werkstätte antes de emigrar a los Estados Unidos en 1925 con su primer marido, el arquitecto y diseñador Wolfgang Hoffmann. El matrimonio se convirtió en un destacado equipo de diseño de interiores que contribuyó al desarrollo del modernismo estadounidense a principios del siglo XX. Disolvieron su sociedad en 1932, y se casó con el popular autor de misterio Rex Stout. Pola Stout se convirtió en una influyente diseñadora textil tras su segundo matrimonio. 

## Biografía
Pola Stout nació el 8 de enero de 1902 como Josefine Pola Weinbach, y era hija de Schulem y Betty Eliasiewicz (Tune) Weinbach. Nació en Stryj, una ciudad que entonces formaba parte de Austria-Hungría y más tarde fue parte de Polonia. Cuando era niña, se hizo amiga de las modistas y usó los restos de sus mesas de corte para crear ropa para sus muñecas, que exhibió en una ventana que daba a la calle. No pudo persuadir a sus padres para que la dejaran seguir una carrera en el arte; en cambio, fue enviada a la Universidad de Leópolis para estudiar filosofía. Además de sus cursos, trabajó para una sombrerera y ahorró suficiente dinero para huir a Viena. El día de su llegada hizo arreglos para estudiar en la Kunstgewerbe Schule (ahora la Universidad de Artes Aplicadas de Viena) con Josef Hoffmann. Para ahorrar dinero para la matrícula, durmió en un banco del parque durante sus primeras seis semanas en la capital austriaca. : 551 
Durante sus cuatro años de estudio en la Kunstgewerbe Schule, Pola Weinbach diseñó textiles para la Wiener Werkstätte y trabajó para Sigmund Freud, reparando un tapiz de Gobelin. : 551 Luego vivió en París, trabajando en una casa de telas que suministraba alta costura, y a continuación se mudó a Berlín. El 28 de diciembre de 1925 se casó con Wolfgang Hoffmann, el hijo de Josef Hoffmann, que se dirigía a Nueva York para trabajar como asistente del arquitecto y diseñador Joseph Urban. La pareja emigró a los Estados Unidos y, después de nueve meses con Urban, formaron su propia asociación de diseño independiente con oficinas en la Avenida Madison en Manhattan. : 52 Sus primeros años en América fueron difíciles; Wolfgang trabajaba en un taller mecánico y Pola fabricaba pantallas de lámparas y sombreros de mujer.
Los encargos comenzaron con dos cines arte en Nueva York: el St. George Playhouse en Brooklyn (1927) y el Little Carnegie Playhouse en Manhattan (1928). Ubicado a solo unos pasos al este del Carnegie Hall, el Little Carnegie era un teatro modernista e íntimo en contraste con los opulentos palacios de cine entonces en boga. Además del auditorio principal, el diseño único incluía una galería de arte, sala de puentes, sala de ping-pong y un salón y pista de baile. Demolido en 1982, el lugar fue apreciado por los neoyorquinos sofisticados por su austero interior plateado y negro y su dedicación al cine internacional.
Menos conocidos que algunos de sus colegas de diseño industrial que eran más adeptos a la autopromoción, : 308  Wolfgang y Pola Hoffmann estuvieron entre los inmigrantes que hicieron contribuciones significativas al desarrollo del modernismo estadounidense y la estética del diseño moderno estadounidense a principios del siglo XX. : 88 En 1928 estaban entre los 14 arquitectos y diseñadores que fundaron la American Designers 'Gallery - "dedicada exclusivamente a mostrar objetos e interiores para uso práctico" - y estuvieron entre los que establecieron la Unión Americana de Artistas Decorativos y Artesanos (AUDAC), el grupo de diseño profesional más ambicioso de la época. : 296 En 1930, la AUDAC exhibió muebles y artes decorativas en el Grand Central Palace en cinco habitaciones modelo, una diseñada por los Hoffmann. En 1931 contribuyeron con el interior de una oficina a una gran e importante exposición de miembros de AUDAC, organizada por Wolfgang Hoffmann y Kem Weber en el Museo de Brooklyn. : 88, 296 
Los Hoffmann a menudo aprovecharon la oportunidad para exhibir su trabajo y crearon muebles e interiores estadounidenses contemporáneos para tiendas, restaurantes y clientes privados, incluida la Sra. Otto C. Sommerich y Helena Rubinstein. Los encargos de diseño de interiores de Pola Hoffmann incluyeron el apartamento de Charles J. Liebman en Nueva York y el edificio Weiler Building (1928) en 407 South Warren Street, Syracuse, Nueva York. La tienda de la Avenida Madison de Rena Rosenthal llevó su línea de accesorios (boquillas y ceniceros de peltre y juegos de escritorio en madera natural y peltre) que fue elogiada por The New Yorker: "Estas agradables características utilitarias están totalmente sin adornos; su línea y proporción, ambos son un gozo para la vista, son todo lo que tienen en forma de ornamentación, y es en abundancia".
A finales de 1931, el escritor Lewis Gannett y su esposa Ruth (previamente casada con el diseñador Egmont Arens) se llevaron a Wolfgang y Pola Hoffmann con ellos cuando visitaron al autor Rex Stout, que estaba construyendo una casa modernista de hormigón y acero de su propio diseño en un colina entre Brewster, Nueva York y Danbury, Connecticut. Los matrimonios de los Stout y los Hoffmann fueron problemáticos y ambos terminaron al año siguiente. Pola Hoffmann y Rex Stout se casaron el 21 de diciembre de 1932 en una ceremonia civil en su casa, High Meadow. : 233–236  Se convirtió en ciudadana estadounidense naturalizada en 1936.
Después de su segundo matrimonio, Pola Stout fue una influyente diseñadora textil, parte de un grupo selecto que fue pionero en el renacimiento del tejido artesanal en la década de 1930. Tuvo dos hijas con Rex Stout.

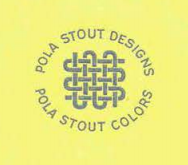
Logotipo de Pola Stout Inc.

De 1940 a 1945 Stout fue jefa de una división dentro de Botany Worsted Mills llamada Pola Stout Fabrics; convirtiéndose en la primera mujer ocupar ese puesto en la industria de la lana estadounidense. Con el apoyo de ocho fabricantes, alquiló espacio en Filadelfia para su manufactura textil propia que operó desde 1946 hasta 1954. : 33  En 1948, Pola Stout Inc. empleó a 17 tejedores y produjo 2 000 yardas de tela fina por semana. Más tarde creó colecciones para JP Stevens & Company (1958–59) y fue diseñadora-consultora para Ames Textile Corporation.
Stout diseñó lanas correlativas en tres pesos diferentes, con colores y patrones que combinaban o contrastaban de manera armónica. Cada pieza de un armario podría combinarse con otra: un traje comprado un año armonizaría con un abrigo comprado la próxima temporada, y con un vestido o chaqueta comprado la próxima. Basado en la calidad, la belleza, la durabilidad y el estilo clásico, construyó un guardarropa duradero que expresaba la personalidad del propietario. Las telas Pola Stout se vendían por yardas en tiendas de prestigio entre ellas B. Altman and Company, que en 1942 creó un nuevo departamento dedicado exclusivamente a la línea de Botany Perennials de Stout. En esa colección y la siguiente, Botany Annuals, Stout aplicó la disciplina científica del sistema de color Ostwald a su propio sistema similar.
Stout creó colecciones de telas para diseñadores como Elizabeth Hawes, Muriel King, Mainbocher, : 70 Jo Copeland, Christian Dior, Edith Head, Norman Norell, Clare Potter, Edward Molyneux, Valentina, : 266  Philip Mangone, Vincent Monte-Sano, Pauline Trigère, Zuckerman & Kraus e Irene Lentz. A menudo trabajó con Adrian, en una famosa colaboración que comenzó en la década de 1940. : 74–75 
Stout también creó una colección de lanas transparentes, algunas en sutiles cuadros oscuros y diamantes arlequín, que Adrian usó para la ropa masculina.
Stout creó una camisa de lana a cuadros azul marino y marfil para el presidente Franklin D. Roosevelt, que usó durante la Segunda Guerra Mundial. En julio de 1949, Eleanor Roosevelt entrevistó a Stout en su programa de radio. Ese otoño y en ocasiones posteriores, Stout envió a la ex primera dama una colección de telas que diseñó y tejió especialmente para ella, con sugerencias para su modista.
En 1957, Bennington College presentó la primera exposición completa de los textiles de Stout: una selección de telas hechas a mano, telas en telar mecánico fabricadas en su fábrica de Filadelfia y en Gran Bretaña, muestrario de hilos, carteras de telas coordinadas y fotografías de ropa confeccionada con los textiles Pola Stout por destacados diseñadores estadounidenses. En declaraciones preparadas para la inauguración de la exposición, el historiador de arte Alexander Dorner presentó a Stout como una de los pioneras más importantes en el campo de las artes aplicadas.
Otras exposiciones individuales del trabajo de Stout se presentaron en el Universidad de las Artes de Filadelfia y en el Fashion Institute of Technology, donde Stout fue profesora y consultora en funciones.
Stout fue albacea de la herencia literaria de Rex Stout después de la muerte de su esposo en octubre de 1975. En sus últimos años, compuso una colección de 50 cuadros, uno para cada uno de los Estados Unidos. En 1981 se había mudado de High Meadow a Stamford, Connecticut. Murió el 12 de octubre de 1984, a los 82 años, de un ataque al corazón en el Hospital St Joseph de Stamford.

## Exposiciones
| Fecha   | Exposición                                                 | Ubicación                                                                                          | Comentarios |
| ------- | ---------------------------------------------------------- | -------------------------------------------------------------------------------------------------- | --- |
| 1928    | Hand-Hooked Rugs Designed by Contemporary American Artists | Art Center, 65–67 East 56th Street, New York City                                                  | Exposición conjunta de tapices diseñados por Thomas Hart Benton, George Biddle, Hugo Gellert, Pola Hoffmann, Ilonka Karasz, Henry Varnum Poor, John Storrs, Mary Tannahill, Buk Ulreich entre otros, fabricados por la New Age Association en el Blue Ridge Mountains de Carolina del Norte.: 60 |
| 1928    | Showcase exhibition                                        | American Designers' Gallery, Chase Bank Building lobby, 145 West 57th Street, Ciudad de Nueva York | Exposición de 14 artistas, entre los que se incluían a Lucian Bernhard, Donald Deskey, Wolfgang and Pola Hoffmann, Raymond Hood, Ely Jacques Kahn, Henry Varnum Poor, Winold Reiss and Joseph Urban |
| 1929    | International Exhibition of Contemporary Glass and Rugs    | Metropolitan Museum of Art                                                                         | Exposición grupal itinerante por la American Federation of Artists, que incluía un tapiz diseñado por Pola Hoffmann: 137–138 |
| 1929    | Showcase exhibition                                        | American Designers' Gallery                                                                        | Exposición grupal que incluía un comedor diseñado por Wolfgang y Pola Hoffmann, y otros interiores diseñados por Donald Deskey, Ilonka Karasz, Henry Varnum Poor, Winhold Reiss, Herman Rosse and Joseph Urban |
| 1930    | 12th Annual Home Show                                      | Grand Central Palace                                                                               | Incluía cinco habitaciones diseñadas por cinco miembros de la American Union of Decorative Artists and Craftsme: Donald Deskey, Willis S. Harrison, Frederick J. Kiesler, Wolfgang y Pola Hoffmann, y Alexander Kachinsky. |
| 1931    | Modern Industrial and Decorative Arts                      | Museo Brooklyn                                                                                     | Exposición AUDAC de textiles, mobiliario, libros tipográficos y de diseño: 122 organziada por Wolfgang Hoffmann y Kem Weber Entre las localizaciones se incluían el comedor de 1929 de Wolfgang and Pola Hoffmann's y la oficina interior, además del trabajo de otros 70 artistas como Egmont Arens, Anton Bruhl, Donald Deskey, Paul Frankl, Hugo Gnam, Willis S. Harrison, Gustav Jensen, Alexander Kachinsky, Mariska Karasz, Eric Magnussen, Henriette Reiss, Ruth Reeves, Gilbert Rohde, Eugene Schoen, Lee Simonson, Buk Ulreich, Kem Weber, Vally Wieselthier, Rockwell Kent, Frank Lloyd Wright, Norman Bel Geddes, Hugh Ferris, Walter Dorwin Teague and Russel Wright: 88 |
| 1939    | Decorative Arts                                            | Golden Gate International Exposition                                                               | Exposición grupal que incluía tejido de lana para cortinas de Pola Stout |
| 1948–49 | American Textiles '48                                      | Metropolitan Museum of Art                                                                         | Exposición grupal que incluía tres tejidos de Pola Stout |
| 1951    | Handcrafts in Correlated Fashions                          | America House, 32 East 52nd Street, New York City                                                  | Exposición grupal que incluía dos trajes diseñados por Adrian a partir de los tejidos de Pola Stout |
| 1956    | Textiles USA                                               | MoMA                                                                                               | Exposición nacional con jurado que incluía la Designer's Blanket (1951) de Pola Stout, un tejido de sarga con los colores del arco iris |
| 1957    | Pola Stout                                                 | Bennington College                                                                                 | Primera exposición individual completa de textiles de Pola Stout |
| 1958    | Fabric Designs by Pola Stout                               | Universidad de las Artes de Filadelfia                                                             | Exposición individual |
| 1958–60 | Fibers, Tools and Weaves                                   | Traveling                                                                                          | Exposición gruapl del American Craftsmen's Council |
| 1960    | The Logic and Magic of Color                               | Cooper Hewitt Museum                                                                               | Exposición grupal que incluía la Weaver's Blanket de Pola Stout creada para J. P. Stevens & Company |
| 1961–62 | Apparel Fabrics by Pola Stout                              | Fashion Institute of Technology                                                                    | Exposición individual |
| 1961–62 | Fabrics International                                      | Traveling                                                                                          | Exposición conjunta auspiciada por elMuseum of Contemporary Crafts y la Universidad de Artes de Filadelfia |
| 1963    | Woven Compositions                                         | Universidad Carnegie Mellon                                                                        | Exposición individual |
| 2000    | Fashion Lives, Fashion Lives                               | Goldstein Museum of Design, Universidad de Minnesota                                               | Retrospectiva de Pola Stout, Adrian, Charles James y Jeanne Auerbacher |